# Battlefield (рачунарска игра)
Battlefield је серијал франшиза компјутерских игара за различите платформе. Прва игра из серијала је Battlefield 1942 развијена за PC/Mac платформе. Ову игру развио је Digital Illusions CE а издала је компанија Electronic Arts. Главне одлике свих игара франшизе су велике мапе и могућност управљања различитим возилима. Главни адут игара је мод за више играча.

## Игре у серијалу
- Претеча ових игара је игра Codename Eagle (PC) издата 1999. године
- , издата 10. септембра 2002.
  -  (експанзија)
  -  (експанзија)
- - (PC), издата 14. марта 2004. у САД и 19. марта 2004. за остала тржишта.
- , издат је 21. јуна 2005. за америчко тржиште и 24. јуна 2005. за остала тржишта.
  -  (експанзија), издата 22. новембра 2005. за америчко и 24. новембра 2004. за остала тржишта.
  - Euro Force}- издата 14. марта 2006. године
  -  издата 6. јуна 2006.
- , издата 24. октобра 2005.
- , издата 17. октобра 2006.
  -  издата 8. марта 2007.
- - у фази развоја. Излазак је најављен за крај лета 2008. године.
- - Излазак: 1. Квартал 2010.
- - Излазак: 21. октобар 2016.